# يوشي ميتسوبيشي
يوشي ميتسوبيشي (باليابانية: 溝渕 雄志) (20 يوليو 1994 في كاغاوا في اليابان – )؛ هو لاعب كرة قدم سابق كان يلعب كمدافع.

## وصلات خارجية
- يوشي ميتسوبيشي على موقع رابطة كرة القدم اليابانية للمحترفين (اليابانية)
- يوشي ميتسوبيشي على موقع قاعدة بيانات كرة القدم.إي يو (الإنجليزية)
- يوشي ميتسوبيشي على موقع Soccerway.com (الإنجليزية)
- يوشي ميتسوبيشي على موقع عالم كرة القدم.نت (الإنجليزية)